# Galskyt
Galskyt var en dansk adelsslægt, der førte en tre-tindet skrå rød mur i sølv, på hjelmen to af sølv og rødt vekselvis delte vesselhorn. Nogen forbindelse med slægterne Daa, Kaas og Reventlow med samme skjoldmærke kan ikke påvises.
Jens Nielsen af Od i Middelsom Herred nævnes 1325. Tyge Galskyt til Søndergaard i Vester Han Herred døde 1601 som sidste adelsmand af slægten, der dog lever endnu, men for længst i borgerlig stand efter at have tabt sine adelige rettigheder før 1660. Medlemmer af slægten ejede bl.a. Sønderskov Hovedgård, Øland, Gammelgaard, Kornumgaard, Odden (hovedgård) og Kartofte. 
Galskyt-navnet videreføres af den borgerlige slægt Galschiøt, der har et våben, der minder meget om Galskyts. Det er billedhuggeren Jens Galschiøt, der er i besiddelse af våbenet og signetstempel.

## Kendte medlemmer af den borgerlige slægt
- Christian Galschiøt (1831-1919) – dansk gartner (Henrik Christian Valentin Galschiøt)
- Jens Galschiøt (født 1954) – dansk billedhugger
- J.A.V.V. Galschiøt (1876-1961) – dansk politimester (Johannes Adolf Vilhelm Vinding Galschiøt)
- Martinus Galschiøt (1844-1940) – dansk forfatter (Martinus Ludvig Galschiøt)
- Thomas Martinus Braëm Galskjøt (1748-1828) – dansk præst